# Bao quy đầu
Bao quy đầu là phần cơ trơn hai lớp, với mạch máu, neuron, da, và niêm mạc của dương vật bao bọc và bảo vệ quy đầu và niệu đạo. Nó cũng được mô tả như là prepuce, một thuật ngữ rộng hơn, chung cho con người, mà cũng bao gồm bộ phận tương đương -  bao âm vật ở phụ nữ. Vùng da niêm mạc rất nhạy với kích thích được hình thành ở gần đầu của bao quy đầu. Bao quy đầu dễ kéo và giúp bôi trơn dương vật khi quan hệ tình dục.
Bao quy đầu của người lớn thường có thể thu vào trong thành hai lớp da che quy đầu. Khả năng che phủ của bao quy đầu đối với quy đầu khi bình thường và cương cứng khác nhau tùy thuộc vào chiều dài của lớp da này. Bao quy đầu dính vào quy đầu ở trẻ sơ sinh và thường không thể kéo ra dễ dàng khi trẻ mới sinh. Độ tuổi mà một cậu bé có thể kéo tuột lớp da quy đầu ra là khác nhau, nhưng nghiên cứu cho thấy rằng 95% nam giới có thể tự lột da quy đầu trước khi trưởng thành. Việc không lột được bao quy đầu không nên coi là bệnh trừ khi có thêm các triệu chứng khác.
Tổ chức Y tế Thế giới tranh luận về các chức năng chính xác của bao quy đầu, bao gồm "việc giữ cho mặt trong dương vật ẩm ướt, bảo vệ dương vật phát triển an toàn trong tử cung, tăng cường khoái cảm tình dục với sự hiện diện của các thụ thể thần kinh".
Bao quy đầu có thể trở thành đối tượng của một số bệnh lý. Hầu hết các bệnh lý này đều rất hiếm và dễ điều trị. Trong một số trường hợp, đặc biệt với chứng mãn tính, có thể áp dụng cắt bao quy đầu, một thủ thuật trong đó bao quy đầu bị cắt bỏ một phần hoặc hoàn toàn.